# Jerzy Michał Potocki
Jerzy Michał Potocki herbu Pilawa (ur. 8 kwietnia 1753 w Podhajcach – zm. ok. 1801) – starosta tłumacki, poseł, poseł ekstraordynaryjny minister pełnomocny w Sztokholmie.
Syn Eustachego, cześnika koronnego, brat: Jana Nepomucena Eryka, Stanisława Kostki i Ignacego Romana.
Poseł na sejm 1778 roku z ziemi wiskiej. Był posłem na sejm 1786 roku z województwa bracławskiego. Starostą tłumackim został w 1778, później był posłem w Sztokholmie od 1791 roku, członek Zgromadzenia Przyjaciół Konstytucji Rządowej. Był posłem na Sejm Czteroletni 1788–1792 z województwa podolskiego.
Odznaczony Orderem Orła Białego 9 sierpnia 1790 roku.